# 安德里基夫齊
49°19′28″N 26°48′32″E / 49.32444°N 26.80889°E
安德里基夫齊（烏克蘭語：Андрійківці）是位於烏克蘭西部的村莊，由赫梅利尼茨基州裡赫梅利尼茨基區的羅茲索沙市鎮負責管轄。該村面積1.44平方公里，海拔高度321米，2001年人口599，人口密度每平方公里416人。